# Phyllocnistis titania
Phyllocnistis titania är en fjärilsart som beskrevs av Edward Meyrick 1928. Phyllocnistis titania ingår i släktet Phyllocnistis och familjen styltmalar. Inga underarter finns listade i Catalogue of Life.